# Naruto: Cuộc chiến ở Tuyết Quốc
Naruto: Cuộc chiến ở Tuyết Quốc (大活劇! 雪姫忍法帖だってばよ!!, Daikatsugeki! Yukihime Ninpōchō dattebayo!!?), là một bộ phim đầu tiên trong bộ manga/anime nổi tiếng Naruto, được sản xuất vào năm 2004. Tác phẩm này được đạo diễn Tensai Okamura chuyển thể thành bộ phim và viết bởi Katsuyuki Sumisawa. Bộ phim này đã nhanh chóng thu lại được nhiều tiếng vang cũng như lợi nhuận lớn. Bộ phim này cũng là mốc quan trọng cho movie thứ 2. Nó đã được in ra đĩa DVD vào năm 2005.
Tại Mỹ, bộ phim này cũng đã được công chiếu vào ngày 6 tháng 6 năm 2007, sau đó đã có một đoạn phim ngắn về truyện hậu trường để sản xuất phim cũng như các diễn viên lồng tiếng Anh và tiếng Nhật. Bộ đĩa DVD tiếng Anh cũng đã in và bán vào ngày 4 tháng 9 năm 2007. Tại Canada, nó đã được chiếu tại hai rạp lớn Cineplex Odeon và rạp Empire Theatres.
Vào ngày 13 tháng 11 năm 2007, 3 đĩa phát hành tại Mỹ. 3 đĩa đó bao gồm các hình ảnh diễn viên lồng tiếng Anh, các bản thu bài hát đầy đủ, poster ảnh, v.v...Bài hát kết thúc phim là bài Home Sweet Home do Yuki trình bày (tiếng Nhật). Bài hát tiếng Anh kết thúc phim là bài Never Give Up do Jeremy trình bày.
Tại Việt Nam bộ phim đã được khởi chiếu vào ngày 30 tháng 1 năm 2015 trên kênh HTV3 

## Nội dung
Bộ phim mở đầu với công chúa Fuun cùng ba anh lính trung thành là trợ lý đắc lực của cô. Họ đã định bỏ cuộc khi phải chiến đấu mệt mỏi với Ma Vương - tay bạo chúa già. Nhưng công chú Fuun nhất quyết không bỏ cuộc và trong lúc tức giận đã hiện lên chakra bảy màu để chống lại Ma Vương. Cả ba trợ lý quyết định cũng sử dụng nguồn chakra của mình để hợp sức cùng công chúa Fuun và đã chống lại Mao. Cuối cùng họ cũng đã thắng và quyết định quay về nơi hiện lên cầu vồng. Sự thực thì nó cũng là bộ phim mà Naruto đang xem cùng Sasuke và Sakura, vì họ xem phim theo kiểu kì cục (sử dụng chakra đứng lên trần) và Naruto làm ồn khiến người khác tức giận nên họ không kịp xem đoạn cuối phim. Cả ba đứng ngoài và Naruto không tiếc lời khen ngợi phim. Chợt Naruto trông thấy một người phụ nữ cưỡi bạch mã vượt qua tường rào, đằng sau là toán quân áo giáp sắt đeo mặt nạ đuổi theo. Naruto vội đuổi theo người phụ nữ mà cậu cho là công chúa Fuun, còn Sakura và Sasuke chặn đám quân kia lại và trói gô tất cả lại. Ngay đó Kakashi xuất hiện và giải thích cho cả hai về đám người mà họ bắt xong này. Còn Naruto vẫn đuổi theo người phụ nữ kia đến đường cùng và gặp được đám trẻ con nhao nhao xin chữ ký của cô, lúc đó Naruto mới sực nhớ tên cô là Yukie Fujikaze. Nhưng cô nhất quyết không cho chữ ký và vội bỏ đi. Cùng lúc đó, ba thầy trò còn lại được mời tới trường quay phim và nhận nhiệm vụ mới của họ là bảo vệ Yukie cho cảnh quay sắp tới tại vùng đất Tuyết và trợ lý diễn viên - Sandayuu - người mà lúc nãy Sasuke và Sakura bắt nhầm cũng từng biết Kakashi cũng từng đi tới đó. Còn Naruto, sau hồi đuổi theo Yukie cũng khiến cô phải bỏ cuộc và đưa chữ ký cho cậu, trong lúc đó, cậu nhận ra viên pha lê tím đeo trên cổ cô diễn viên ấy. Thật không may, cô ta đã sử dụng thuốc xịt gây cay ở tai làm lóa mắt cậu và ngay sau đó cậu ngã vào đám công trình xây dựng dang dở. Thật ra Yukie chưa bỏ cuộc và bỏ đi.
Sau đó, Naruto tìm được cô ở quán bar và rất tức giận vì làm tổn thương cậu. Yukie lúc đó đang say khướt nên ăn nói lung tung không ra câu. Cuối cùng Sandayuu dẫn Kakashi và Sasuke, Sakura tới chỗ đó tìm cô và muốn cô chuẩn bị để lên chuyến tàu tới vùng đất Tuyết quay phim. Nhưng vì say nên Yukie nhất quyết không đi. Kakashi biết không thuyết phục được, đã dùng sharingan kia của mình để thôi miên nhẹ làm cô ngất tại chỗ. Nhưng họ không biết rằng đã một gián điệp đứng ngoài quán và biết tất cả lịch trình của họ.
Yukie bị lừa để lên tàu cho chuyến đi này, và cô vẫn phải đóng phim nhưng có vẻ cô không thể khóc được khi đóng phim. Trên con thuyền này, họ biết được rằng Yukie chỉ là cái tên giả của cô, còn tên thật của cô là Koyuki. Trước kia cô bé là công chúa của vùng đất đó, nơi mà chỉ có mùa đông chứ không có xuân. Mười năm trước đây, một cuộc đảo chính được Kazahana Dotou sắp đặt để lật đổ vương triều của phụ hoàng Kazahana Sousetsu, nên Kakashi (khi đó đã là Ám Bộ) đã đưa cô bé đi. Rồi con thuyền đã dạt vào vùng đất Tuyết. Khi họ đang quay cho cảnh tiếp theo tại nền đất Tuyết này thì bị ba tên Ninja lạ mặt của Tuyết Quốc, vốn được Dotou tin dùng để lật đổ Sousetsu 10 năm trước gồm Nadare, Fubuki và Mizore, đã chặn lại để bắt Koyuki đi. Naruto cùng Sasuke, Sakura và Kakashi chặn họ lại nhưng không thành công nên phải rút chạy cùng Koyuki.
Khi mọi người chuẩn bị cho cảnh quay sắp tới thì phát hiện ra Koyuki bỏ trốn - chuyện thường xuyên của Yukie và phải nhờ bốn thầy trò Đội 7 này tìm hộ. Naruto đã phát hiện ra cô trước và cõng về nhưng cô không muốn với lý do phải lừa dối chính bản thân qua những vai diễn đó, tiếc thay không thể thay thế được bằng người khác. Khi ấy ở đâu xuất hiện đường ray tàu hỏa được tạo bởi chakra tuyết và xuất hiện tàu hỏa tiến thằng vào Naruto. Cậu cố gắng chạy khỏi con tàu đó nhưng Koyuki cho rằng họ sẽ chết tại đây nhưng Naruto cho rằng cậu sẽ không bỏ cuộc tại đây, Koyuki nhất quyết cho là không thể và đã bị Naruto hét trả: Shut up and be quiet! (tạm dịch là Hãy yên lặng và giữ trật tự đi!). Cuối cùng họ cũng thoát khỏi con tàu và một giọng từ con tàu đó bảo đã mất hơn 10 năm tìm cô và muốn cô đưa viên pha lê đeo trên cổ. Ông Sandayu, khi đó đã tập hợp đủ hơn 50 chiến binh trung thành với Đại nhân Sousetsu, đã bẩy những khúc gỗ xuống chặn tàu, sau đó với tinh thần quyết tử đã xông ra tấn công. Thật không may, con tàu đó hiện đại nên đã có bộ máy bắn dao kunai làm chết hết tất cả đám quân ấy, trong đó có Sandayuu. Sasuke đã kịp đến mang xác ông và kịp thời phóng kunai đã gắn bùa nổ vào toa tàu giữa và cho nổ, thêm nữa là trận tuyết lở do Sakura kích nổ ngọn núi, tàu hỏa cuối cùng cũng đã rút chạy đi. Trong lúc hấp hối, Sandayuu mong muốn cô hãy làm nữ hoàng vùng đất Tuyết này nhưng cô đã lựa chọn quay về với dự án dang dở. Naruto đã bảo rằng cô sinh ra và lớn lên tại nơi đây, sao nỡ nào lại làm thế. Từ sau, một khinh khí cầu đã bắt Koyuki lên và cản trở đoàn phim, Naruto đã kịp lên được khinh khí cầu ấy. Người trên kình khí cầu ấy - Dotou Kazahana đã yêu cầu cô đưa viên pha lê trên cổ của cô nhưng lại bị Naruto chặn lại. Ngay lúc đó, cậu bị trói gô lại và bị gắn lên mình loại máy làm hãm chakra lại, để khi muốn sử dụng chakra sẽ phóng ra nguồn điện khắp người. Vì bị dòng điện đó phóng lên người nên Naruto ngất đi, còn Koyuki đưa viên pha lê kia thì mới phát hiện đó là viên giả - Kakashi đã nhanh nhẹn tráo nó đi. Và Doto đã giam cả hai vào ngục tối với việc đưa đoàn phim kia tới chỗ mình.
Trong ngục, Naruto vẫn gắng tháo xích ra dù chakra đã bị khóa lại và cậu đã lấy chiếc dũa con giấu trong gót giày để cưa xích ra, còn Koyuki luôn cho rằng mình sẽ không đời nào thoát ra được, nơi đây không hề có mùa xuân và làm con người nhụt chí đi. Nhưng Naruto vẫn bỏ qua và vẫn cố tháo xích tay chân lại. Chiếc dũa bật ra khỏi miệng cậu và cậu quyết không bỏ cuộc, đã dùng hết sức để tháo xích và đã ra khỏi ngục được nhờ mẹo lừa của cậu. Họ gặp Kakashi và đã đưa cô viên pha lê thật. Nhưng Koyuki đã đưa viên pha lê đó cho Dotou và găm con dao vào Dotou nhưng ông ta không chết nhờ áo giáp hiện đại này. Ông ta đưa Koyuki lên trời cao và Naruto đuổi theo nhưng không kịp, đồng thời làm sụp đổ ngục tối này. Kakashi và Sasuke, Sakura đã chia nhau đánh 3 tên ninja hộ vệ khi trước: Sakura và Sasuke phối hợp đánh bại Fubuki và Mizore, còn Kakashi (với Lôi Thiết và Biểu liên hoa) đã đánh hạ Nadare. Còn Naruto vẫn gắng đuổi theo và bị Dotou dìm xuống dòng nước băng giá, Sasuke, với Thiên điểu (Chidori) trong tay, đã làm nứt tâm áo giáp của Dotou, nhưng rốt cuộc cũng bị hắn đánh bật ra. Trong sự mê muội với dòng nước lạnh, Naruto đã làm thức tỉnh hồ ly trong người và phá vỡ bộ máy hãm chakra lại. Dotou đã dùng viên pha lê kia để tìm cho mình kho báu và nó đã hoạt động, kho báu ấy chính là một mùa xuân với muôn hoa áp đảo đất tuyết này. Dotou rất tức giận nhưng đã bị Naruto đánh trả bằng thuật Đa trọng ảnh phân thân, nhưng hắn đã dùng Song Hắc Long Vũ Phá để đánh dẹp các phân thân. Hai phân thân còn lại của Naruto đã thừa cơ hội để thi triển Rasengan với chakra bảy màu được dung hợp, và đã đánh bại Dotou. Kết thúc phim, những hòn đá băng to tướng tượng trưng cho những chiếc gương hiện lên và Koyuki khi bé đã đứng trước những bức gương và vui sướng khi tưởng tượng ra mùa xuân tươi xanh và người bố muốn con làm công chúa sau này, nhưng cô bé vẫn lưỡng lự vì cô muốn làm diễn viên, gương mặt người bố hiện ra và đó chính là Đại nhân Sousetsu, chợt Koyuki bật khóc, những giọt nước mắt đầu tiên sau hơn chục năm lăn trên má cô khi biết rằng ước mơ được có mùa xuân trên đất nước này đã thành hiện thực. Naruto nằm trên bãi cỏ, từ từ chìm sâu vào giấc ngủ. Đó là một cái kết có hậu.

## Diễn viên lồng tiếng
| Vai                                                     | Tiếng Nhật        | Tiếng Anh          | Tiếng Việt   |
| ------------------------------------------------------- | ----------------- | ------------------ | ------------ |
| Uzumaki Naruto                                          | Junko Takeuchi    | Maile Flanagan     | Kim Anh      |
| Uchiha Sasuke                                           | Noriaki Sugiyama  | Yuri Lowenthal     | Tuấn Anh     |
| Haruno Sakura                                           | Chie Nakamura     | Kate Higgins       | Kim Ngọc     |
| Hatake Kakashi                                          | Kazuhiko Inoue    | Dave Wittenberg    | Chánh Tín    |
| Kazahana Soutetsu                                       | Hidehiko Ishizuka | Cam Clarke         | Trường Tân   |
| Kazahana Koyuki/Diễn viên Fujikaze Yukie/Công chúa Fuun | Yuko Kaida        | Kari Wahlgren      | Thùy Tiên    |
| Rouga Nadare                                            | Hirotaka Suzuoki  | Liam O'Brien       | Hoàng Khuyết |
| Asama Sandayu                                           | Ikuo Nishikawa    | Daran Norris       | Bá Nghị      |
| Kakuyoku Fubuki                                         | Jun Karasawa      | Cindy Robinson     | Mỹ Lợi       |
| Fuyukuma Mizore                                         | Holly Kaneko      | Kyle Hebert        | Thu Hiền     |
| Kazahana Dotou                                          | Tsutomu Isobe     | Lex Lang           | Trí Luân     |
| Đạo diễn Makino                                         | Chikao Ōtsuka     | Michael McConnohie | Hạnh Phúc    |
| Trợ lý đạo diễn của ông Makino                          | Akimitsu Takase   | Sam Riegel         | Văn Tài      |
| Omiji/Tsukekuro                                         |                   | Crispin Freeman    | Tấn Phong    |
| Kin/Buriken                                             | Yutaka Nakano     | Doug Stone         | Linh Phương  |
| Hidero                                                  | Kan Tanaka        | Jamieson Price     | Kiêm Tiến    |

- Giọng trẻ con được lồng tiếng bởi Kate Higgins và Dave Wittenberg
- Cùng với sự góp mặt của David Jeremiah, Daran Norris, Jamie Simone, và Kari Wahlgren.

## Công chiếu
Phim được công chiếu lần đầu ở Nhật Bản vào ngày 21 tháng 8 năm 2004. Sau đó được phát hành trên DVD vào ngày 28 tháng 4 năm 2005. Phim được công chiếu trên 160 rạp ở Hoa Kỳ vào ngày 6 tháng 6 năm 2007. Khán giả 15 rạp ở Canada cũng được xem phim vào ngày 23 tháng 6 năm 2007. Madman Entertainment cũng đã có một ngày công chiếu phim ở Australia vào 14 tháng 10 năm 2007. Năm 2007, Phim được trình chiếu tại Fantasia Festival và ở British Museum.

## Phim khác
- Naruto: Huyền thoại đá Gelel
- Naruto: Những lính gác của Nguyệt Quốc
- Naruto Shippūden: Cái chết tiên đoán
- Naruto Shippūden: Nhiệm vụ bí mật
- Naruto Shippūden: Người kế thừa ngọn lửa ý chí